# Melanitis crimisa
Melanitis crimisa är en fjärilsart som beskrevs av Hans Fruhstorfer 1911. Melanitis crimisa ingår i släktet Melanitis och familjen praktfjärilar. Inga underarter finns listade i Catalogue of Life.